# Fred Pentland
Frederick Beaconsfield Pentland (Wolverhampton, Anglaterra, 29 de juliol de 1883 - Lytchett Matravers, Anglaterra, 16 de març de 1962) va ser un futbolista i entrenador anglès de començaments del segle xx. Va ser cinc vegades internacional amb Anglaterra, tot i que va destacar sobretot en la seva faceta com a entrenador, que va desenvolupar principalment a Espanya, on va entrenar a diversos clubs, com el Racing de Santander, el Reial Oviedo i, sobretot, l'Atlètic de Madrid i l'Athletic Club, equips als quals va dirigir diverses temporades.
També va ser durant breus períodes seleccionador d'Alemanya i França, a més de ser segon entrenador del Brentford FC, ja de tornada a Anglaterra, i entrenador del Borrow AFC, que seria l'últim club que dirigiria en la seva llarga carrera esportiva.
Pentland va guanyar-se el sobrenom d'El Bombín, a causa del ús d'aquest característic barret anglès mentre entrenava a Espanya. Encara roman com l'entrenador amb més títols de la història de l'Athletic Club. El 1959 el club biscaí va convidar a Pentland a Bilbao per un partit amistós en honor seu contra el Chelsea FC. Quan va morir, el 1962, l'Athletic va celebrar una missa en honor seu a San Mamés. El 2010, en complir-se vuitanta anys dels títols obtinguts pel club biscaí quan va ser dirigit per Pentland, aquest va organitzar una exposició commemorativa i va convidar a la filla del recordat entrenador, la qual va realitzar el servei d'honor abans del partit de lliga que el va enfrontar al FC Barcelona a San Mamés el 25 de setembre de 2010.

## Trajectòria

### Com a jugador
Al contrari que en la seva etapa com a entrenador, que tindria lloc fora del seu país, Fred Pentland va desenvolupar tota la seva carrera com a jugador a Anglaterra, on entre 1903 i 1913 va jugar en diversos equips: Blackpool FC, Blackburn Rovers, Brentford FC, Queens Park Rangers, Middlesbrough FC, Halifax Town AFC i Stoke City. Va ajudar el Queens Park Rangers a guanyar la Southern Football League el 1908 i en conseqüència va jugar la FA Charity Shield (equivalent a la Supercopa espanyola) contra el campió de la lliga anglesa, el Manchester United FC. Mentre jugava al Middlesbrough FC va disputar 5 partits com a internacional amb la selecció del seu país, 2 dels quals en el campionat britànic de futbol (Anglaterra les va guanyar totes dues) i els altres 3 amistosos, tot i que no va marcar cap gol.

### Com a entrenador

#### Alemanya i França
Després de la seva retirada com a jugador, Pentland va anar a Berlín el 1914 per fer-se càrrec de la selecció olímpica alemanya. Als pocs mesos de la seva arribada, però, va esclatar la Primera Guerra Mundial i en conseqüència va ser reclòs a Alemanya. En el camp de concentració de Ruhleben va organitzar un torneig de futbol entre els presos. El 1920, ja alliberat, va entrenar a França en els Jocs Olímpics d'Anvers, arribant amb el seu equip fins a les semifinals.

#### Espanya
El 1920 va començar la seva carrera a Espanya, entrenant al Racing de Santander, però va ser ràpidament contractat per l'Athletic Club. El 1923 va portar el club a la victòria a la Copa del Rei. Pentland va revolucionar l'estil de joc de l'Athletic, afavorint la passada curta.
El 1925 va abandonar l'Athletic i va entrenar a l'Atlètic de Madrid, el Reial Oviedo i de nou l'Atlètic de Madrid, al qual va dirigir en la temporada inaugural del campionat nacional de lliga (1928-1929).
El 1929 Pentland va tornar a l'Athletic Club, amb el qual va aconseguir dos doblets (lliga i copa) el 1930 i el 1931. També va guanyar la copa els dos següents anys, 1932 i 1933, completant una sèrie de quatre campionats consecutius. En ambdues temporades va quedar com a subcampió de lliga. L'Athletic de Pentland era notable pels seus prolífics golejadors, com Bata, Gorostiza i Iraragorri.
Com a entrenador de l'Athletic de Bilbao, Pentland va estar al capdavant de l'equip quan aquest va aconseguir la victòria més gran de la seva història, en guanyar 12-1 al FC Barcelona, en el partit disputat a San Mamés el 8 de febrer de 1931.
El 1933 va retornar novament a l'Atlètic de Madrid, el qual dirigiria tres temporades més, retornant definitivament a Anglaterra el 1936, en esclatar la Guerra Civil espanyola. Allà dirigiria al seu últim club, el Barrow AFC.

## Palmarès

### Com a jugador
- Southern Football League:1908

### Com a entrenador
- 2 lligues espanyoles (Primera Divisió): 1929/30 i 1930/31.
- 5 copes d'Espanya (Copa del Rei): 1923, 1924, 1925, 1931/32, 1932/33 i 1933/34.